# Breakerz
Breakerz sind eine im April 2007 gegründete J-Rock-Band aus Tokio.

## Diskografie

### Alben
- 2007: Breakerz (Geneon Entertainment)
- 2007: Crash & Build
- 2008: Big Bang!
- 2009: Fighterz

### EPs
- 2008: アオノミライ
- 2010: B.R.Z Acoustic

### Singles
- 2008: Summer Party / Last Emotion
- 2008: 世界は踊る／灼熱
- 2008: Angelic Smile / Winter Party
- 2009: Grand Finale
- 2009: Everlasting Luv / Bambino ～バンビーノ～
- 2009: 光
- 2009: Love Fighter ～恋のバトル～
- 2010: 激情/hEaVeN
- 2010: Bunny Love / Real Love 2010
- 2011: 月夜の悪戯の魔法 / Climber×Climber